# Свобода у вогні
«Свобода у вогні: Боротьба України за свободу» (англ. Freedom On Fire: Ukrainian’s Fight For Freedom) — документальний фільм, знятий американським режисером Євгеном Афінеєвським. Продовження фільму «Зима у вогні: Боротьба України за свободу». Світова прем'єра кінострічки відбулась 7 вересня 2022 року на Венеційському міжнародному кінофестивалі.
«Свобода у вогні» демонструє страшні події, які українці переживають під час повномасштабного російського вторгнення в Україну.

## Сюжет
Документальний фільм створено на основі особистих історій звичайних українців, дітей, військовослужбовців, лікарів, матерів, людей похилого віку, журналістів та волонтерів. Режисер зосереджує увагу в цьому фільмі на розповідях історій мільйонів людей, життя яких кардинально змінилася протягом багатьох років війни. Також у фільмі відображено, як агресивна програма російського диктатора залишалась непоміченою для світу протягом багатьох років, що привело до відкритої агресії. Режисер Євген Афінеєвський зазначив, що «ми намагалися охопити всі ці питання та поділитися найповнішим поглядом очима людей на місцях».

## Виробництво
Знімальний процес і виробництво тривали до середини серпня 2022 року. Режисер Євген Афінеєвський завершив роботу над фільмом лише 31 серпня 2022 року. Режисер залучив до роботи понад 40 кінематографістів з усієї України.
Продюсерами фільму виступили сам Євген Афінєєвський, а також Віл Знідарич, Тед Хоуп, від України — Галина Садомцева-Набаранчук та Інна Гончарова, від Великобританії - Шахіда Тулаганова.
Со-продюсери фільму: Ян Супа, Стейсі Кесслер-Аунгст, Олександр Чернобровкін, Віктор Кожевников. Оператори фільму: Олександр Ратушний, Алекс Кашпур, Альона Грамова, Анастасія Волкова , Андрій Кузьменок, Андрій Домовий, Андрій Дубчак, Антон Авіжас, Богдан Красуля, Борис Яковенко, Костянтин Шандибін, Данило Панасюк, Дмитро Большак, Дмитро «Орест» Козацький, Євген Афінєєвський, Галина Садомцева-Набаранчук, Джорджія Роджер, Ганна Черненко, Інна Гончарова, Лілія Налапка, Масі Найєм, Михайло Джос, Микола Рябченко, Наталія Левочко, Олександр Погребний, Олександр Осипов, Олександр Соловій, Олександр Йновський, Олексій Дворник, Олексій Годзенко, Олексій Бобовніков, Олексій Кобзаренко, Оскар Янсонс, Василь Соловій, Віолетта Тарасенко, Віктор Хром, Віктор Кожевников, Віталій Гайсенюк, Володимир Павлов, Сергій Гришин, Сергій Савченко, Шахіда Тулаганова, Єгор Даллієвський.
Монтаж: Will Znidaric, ACE
Від Автора: Хелен Міррен
Український виробничий підрозділ: Алекс Кашпур, Андрій Кашпур, Мітя Хопта
Американський виробничий підрозділ: керівник виробництва Дмитро Константинов
Військове спорядження, обладнання та тренування: Джон Бартон
Продюсер анімації: Олександр Чернобровкін
Виробництво анімації Алекс Кашпур
Художники-дизайнери: Таня Єльчанінова, Юлія Прошенко
Редактор анімаційного сегменту: Костянтин Кучма
3-D і фотоанімація: Олексій Терехов
Музику виконує Sofia Session Orchestra
Звукові послуги надає Le Doyen Sound Studio, Київ, Україна
Редакційні та постпродакшн-послуги надає BARRANDOV

## У ролях
- Наталія Нагорна
- Станіслав Стовбан
- Ганна Зайцева
- Володимир Зеленський
- Андрій Зелінський
- Влад «Пікассо» Мінченко
- Катерина Власенко
- Тетяна Власенко
- Віолетта Тарасенко
- Дмитро «Орест» Козацький
- Андрій Сербін і багато інших.

## Прем'єра
Прем'єра фільму відбулась в рамках позаконкурсного показу на Венеціанському міжнародному кінофестивалі 7 вересня 2022 року. Під час фотоколлу, присвяченому прем'єрі, члени команди привернули увагу до теми війни в Україні. Зокрема, Ганна Зайцева прийшла на фотоколл у чорній футболці зі знаменитою світлиною, зробленою захисником «Азовсталі» і бійцем полку Азов Дмитром Козацьким, яка облетіла без перебільшення увесь світ. Інша учасниця команди журналістка Наталія Нагорна одягла на фотоколл білу сорочку із написами «Glory to Ukraine, Glory to Heroes» (гасла Слава Україні — Героям Слава англійською мовою), а також тримала прапор України.

## Нагороди
| Рік  | Фестиваль                                                                                                |  |  |  | Нагорода                                                           | Категорія                                 | Результат |
| ---- | --- |  |  |  | ------------------------------------------------------------------ | ----------------------------------------- | --------- |
| 2022 | Міжнародний кінофестиваль у Гемптоні                                                                     |  |  |  | Премія Фонду родини Бріццолара за фільм про конфлікти та вирішення | Найкращий фільм                           | Перемога  |
| 2022 | Стокгольмський міжнародний кінофестиваль                                                                 |  |  |  | Бронзовий кінь                                                     | Найкращий документальний фільм            | Номінація |
| 2022 | Кінофестиваль Саванна                                                                                    |  |  |  | Премія «Сміливий документаліст»                                    | Найкращий режисер                         | Перемога  |
| 2022 | Кінофестиваль у Мілл-Веллі                                                                               |  |  |  | Премія «Сила кіно»                                                 | Найкращий фільм                           | Перемога  |
| 2022 | Нагорода Kineo, Італія                                                                                   |  |  |  | Премія «Кіно за гуманність»                                        | Найкращий фільм                           | Перемога  |
| 2022 | Премія Critics' Choice Documentary Awards                                                                |  |  |  | «Вибір критиків» за документальний фільм                           | Найкращий політичний документальний фільм | Номінація |
| 2022 | Bragacine                                                                                                |  |  |  | Премія «Августа»                                                   | Найкращий документальний фільм            | Перемога  |
| 2023 | Міжнародний фестиваль історичних фільмів «Поза часом»                                                    |  |  |  | Найкращий повнометражний історичний фільм                          | Найкращий повнометражний історичний фільм | Перемога  |
| 2023 | Міжнародний фестиваль історичних фільмів «Поза часом»                                                    |  |  |  | Гран-прі                                                           | Найкращий фільм                           | Перемога  |
| 2023 | Кінофестиваль «Документалістика без кордонів»                                                            |  |  |  | Приз «Кращий на фестивалі»                                         | Найкращий документальний фільм            | Перемога  |
| 2023 | Премія «Кіно за мир»                                                                                     |  |  |  | Премія «Кіно за мир»                                               | Політичний фільм року                     | Номінація |
| 2023 | Премія «Кіно за мир»                                                                                     |  |  |  | Почесна премія «Кіно за мир»                                       | Найкращий фільм                           | Перемога  |
| 2023 | Клівлендський міжнародний кінофестиваль                                                                  |  |  |  | Меморіал Грега Ганда                                               | Найкращий фільм                           | Номінація |
|      | |  |  |  | Премія "Еммі"                                                      | Найкращий документальний фільм            | Номінація |
| 2024 | 45th annual news& documentary Emmy® Awards y The National Academy of Television Arts & Sciences (NATAS). |  |  |  | Премія "Еммі"                                                      | Найкраща музична композиція               | Номінація |
|      | |  |  |  | Премія "Еммі"                                                      | Найкращий звук                            | Номінація |